# Unruoch al III-lea de Friuli
Unruoch al III-lea (sau (H)unroch) (n. cca. 840 – d. după 1 iulie 874) a fost margraf de Friuli între 863 și 874.
Unruoch a fost fiu cel mare al margrafului Eberhard de Friuli. El a fost căsătorit cu Ava, fiică a lui Liutfrid de Monza, cu care a avut un fiu, Eberhard de Sulichgau, însă succesiunea asupra Friuli a revenit fratelui său, Berengar, care ulterior va ajunge rege de Italia. De asemenea, Unruoch a avut o fiică, ce va deveni călugăriță în Brescia, dar va fi răpită de oamenii lui Liutward de Vercelli în 887 și forțată să se căsătorească cu unul dintre membrii familiei acestuia.